# Trần Hữu Đông Triều
Trần Hữu Đông Triều (sinh 20 tháng 8 năm 1995) là một cựu cầu thủ bóng đá chuyên nghiệp người Việt Nam.

## Sự nghiệp
Trần Hữu Đông Triều sinh tại xã Đại Lãnh, huyện Đại Lộc, tỉnh Quảng Nam. Anh là con trai của ông bà Trần Hữu Xuân và Nguyễn Thị Lệ Hà. Cái tên Đông Triều có ý nghĩa là "thủy triều biển Đông".
Năm 2007, Trần Hữu Đông Triều trúng tuyển vào lớp đào tạo trẻ khoá đầu tiên của câu lạc bộ Hoàng Anh Gia Lai.
Năm 2012, Đông Triều là một trong bốn cầu thủ trẻ của Hoàng Anh Gia Lai được mời sang câu lạc bộ Arsenal để tập luyện cùng đội trẻ U-18 trong vòng 1 tháng.

## Danh hiệu

### Câu lạc bộ
Becamex Bình Dương
- Siêu cúp bóng đá Việt Nam:

 Á quân: 2018
Hoàng Anh Gia Lai
- Cúp Quốc gia:

 Hạng 3: 2022
Quảng Nam
- V. League 2:

 Vô địch: 2023